# Scuola forlivese

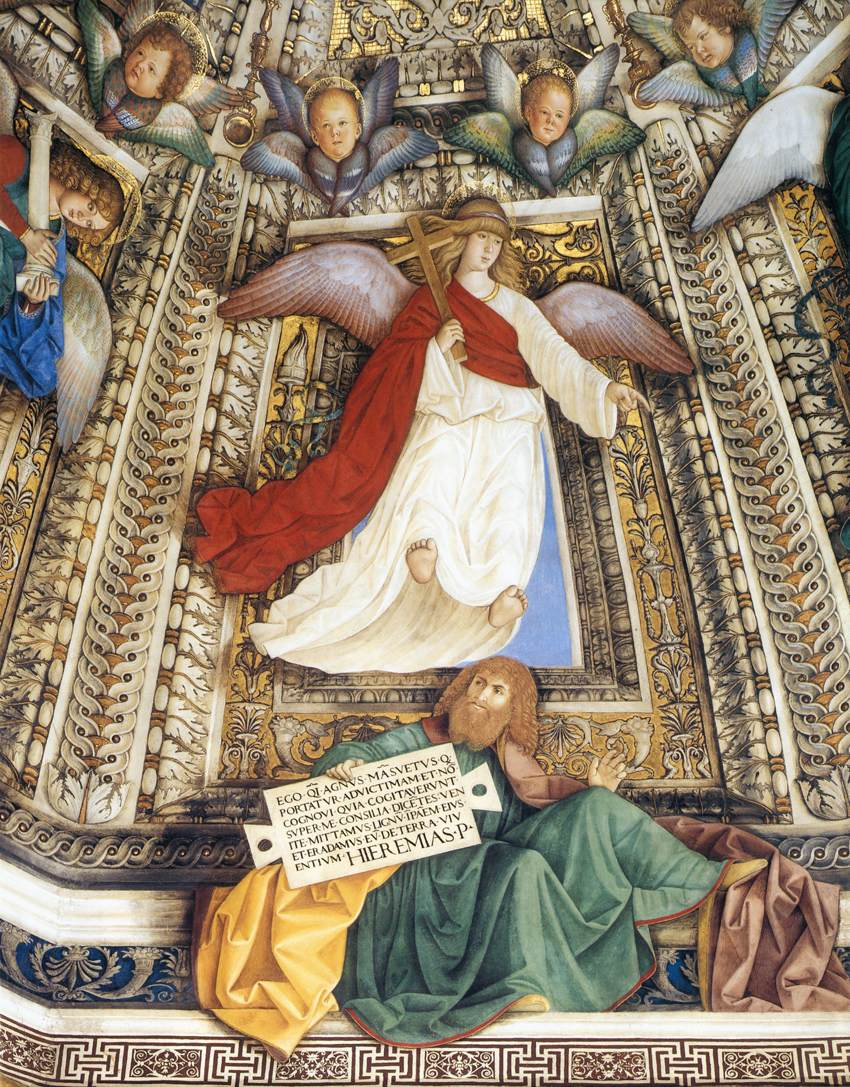
Melozzo da Forlì, affreschi della volta della sagresta di San Marco a Loreto

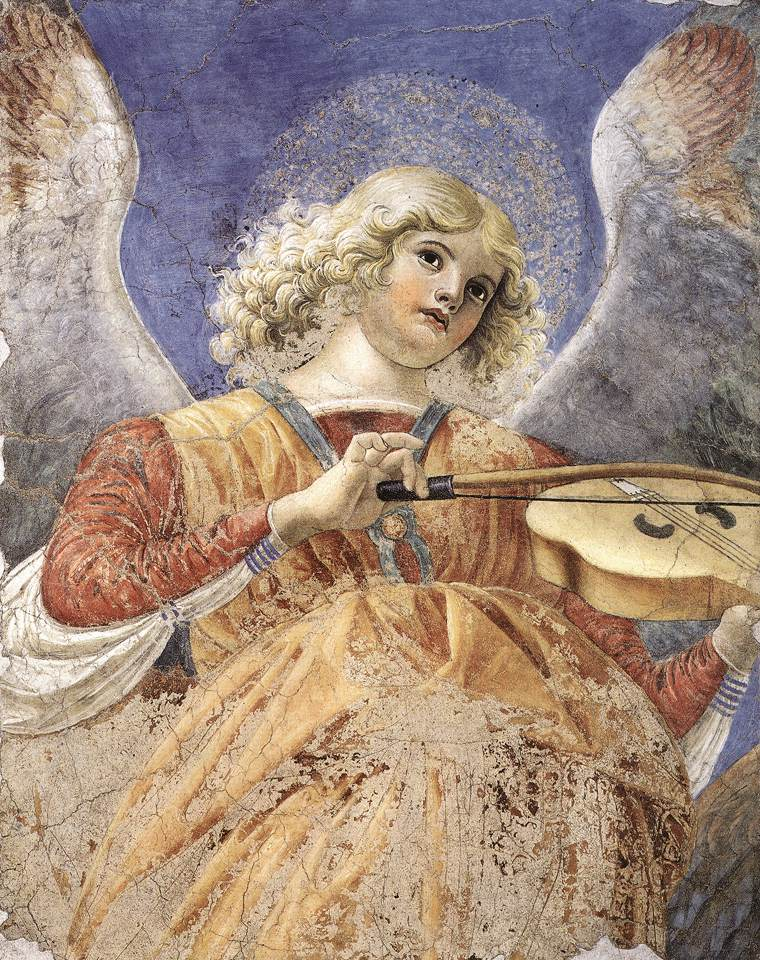
Melozzo, Angelo dall'abside di Santi Apostoli a Roma, Pinacoteca Vaticana

Nell'ambito delle arti figurative, con scuola forlivese si può indicare un gruppo di artisti, principalmente pittori, che era attivo nella città romagnola di Forlì dalla fine del Medioevo fino al Manierismo. A Forlì, in particolare, lavorò la coppia Melozzo da Forlì-Marco Palmezzano che pose l'accento su complesse, e in parte inedite, forme di prospettiva per ambientare le scene sacre, come la visione "da sott'in su".
A proposito della scuola forlivese Antonio Paolucci scrisse: "A Forlì l'arte figurativa assumeva aspetti distinguibili rispetto a quelli pur simili e fraterni presenti nelle città vicine. Il responsabile della differenza, l'artista che ha dato alla Forlì del Rinascimento una sua specifica identità, è stato Marco Palmezzano".

## Sviluppo

### Pittura, scultura, architettura

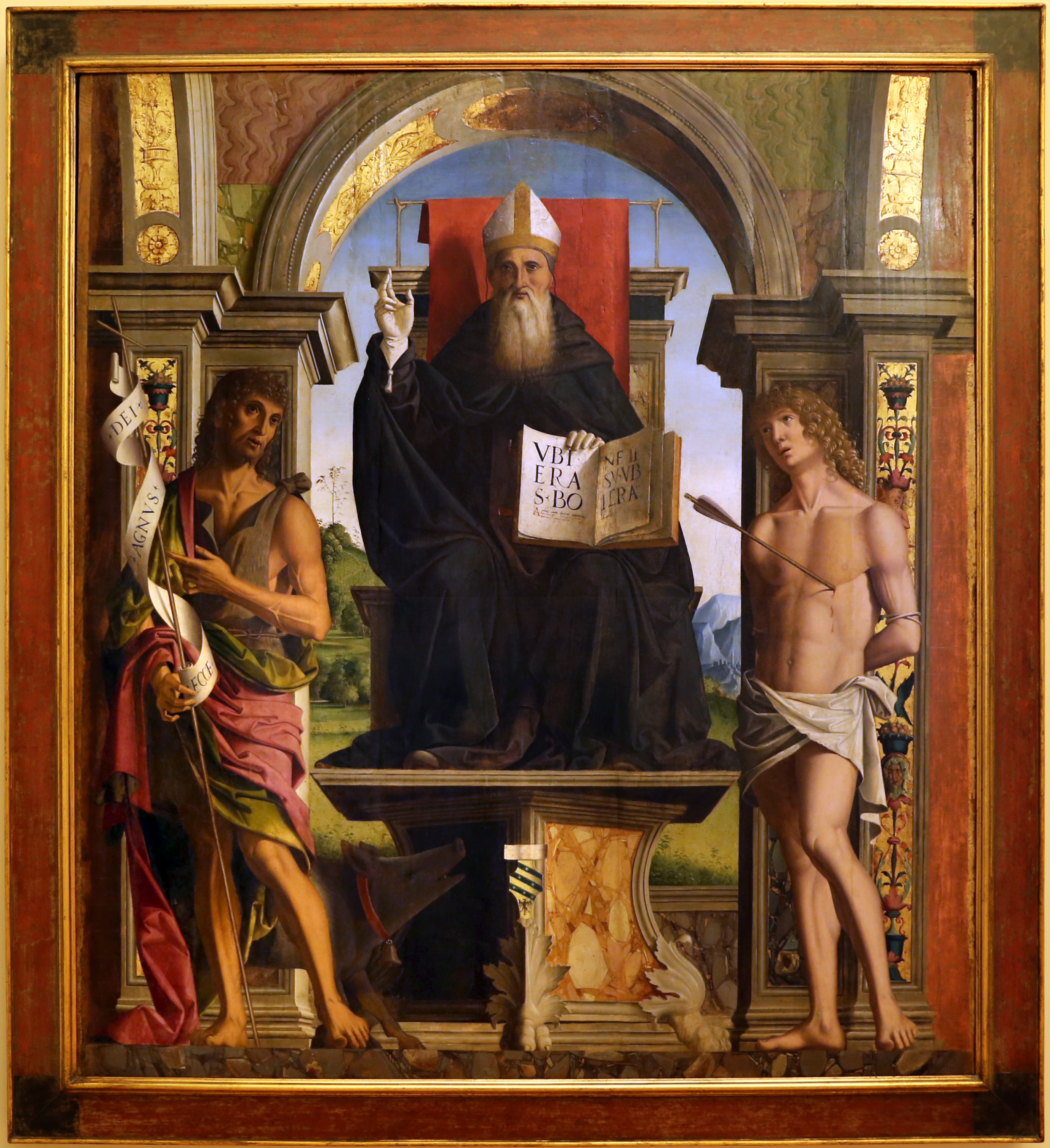
Marco Palmezzano, Pala Ostoli, conservata nella Pinacoteca civica di Forlì

Nel tardo Medioevo Forlì godette di una posizione privilegiata tra lo snodo della via Emilia e quello delle strade che, attraverso Ferrara, andavano da Venezia al centro-Italia, in particolare a Roma, come dimostra il passaggio per Forlì di vari itinerari delle cosiddette vie Romee; inoltre fu vicina a centri innovativi quali Rimini, Urbino e la stessa Ferrara, e il suo territorio confinava anche con quello di Firenze tramite la vicinissima Romagna fiorentina. Elementi propulsori della vita artistica furono i vescovi e i potenti abati di San Mercuriale.
Nel XIV secolo tutta la Romagna fu influenzata dal passaggio di Giotto a Rimini, generando un folto gruppo di seguaci che diffusero presto le novità del maestro fiorentino. A Forlì, dopo l'esperienza bizantina del Maestro di Forlì, si trovano nella seconda metà del Trecento pittori interessanti e vivaci quali Guglielmo da Forlì, che Adriana Arfelli lo definisce come il "mitico fondatore della scuola pittorica forlivese", Baldassarre Carrari il Vecchio, Augustinus, Giovanni di Mastro Pedrino.
Nella seconda metà del Quattrocento alcuni pittori forlivesi portarono in patria precocemente le novità elaborate a Padova dalla scuola dello Squarcione e dagli artisti attivi nella cappella Ovetari, tra cui il giovane Andrea Mantegna. In particolare Ansuino da Forlì fu quello che seppe assorbire queste novità (lavorando anche a fianco di tali maestri) e proporle in patria, riscuotendo un successo che testimonia l'apertura della comunità all'umanesimo.
Ansuino fu il maestro diretto di Melozzo, un artista eccezionale che seppe cogliere il meglio di quello che veniva prodotto nell'Italia nord-orientale, tra Mantegna, Piero della Francesca e Giovanni Bellini. A lui si attribuisce lo sviluppo pieno della prospettiva con veduta dal basso, di cui diede eccellente prova nella Sagrestia di San Marco a Loreto, o nei frammentari affreschi per la basilica dei Santi Apostoli a Roma. La sua memoria è tuttavia penalizzata dalla sfortuna che, nei secoli, ha distrutto o pesantemente compromesso circa il 90% della sua produzione.

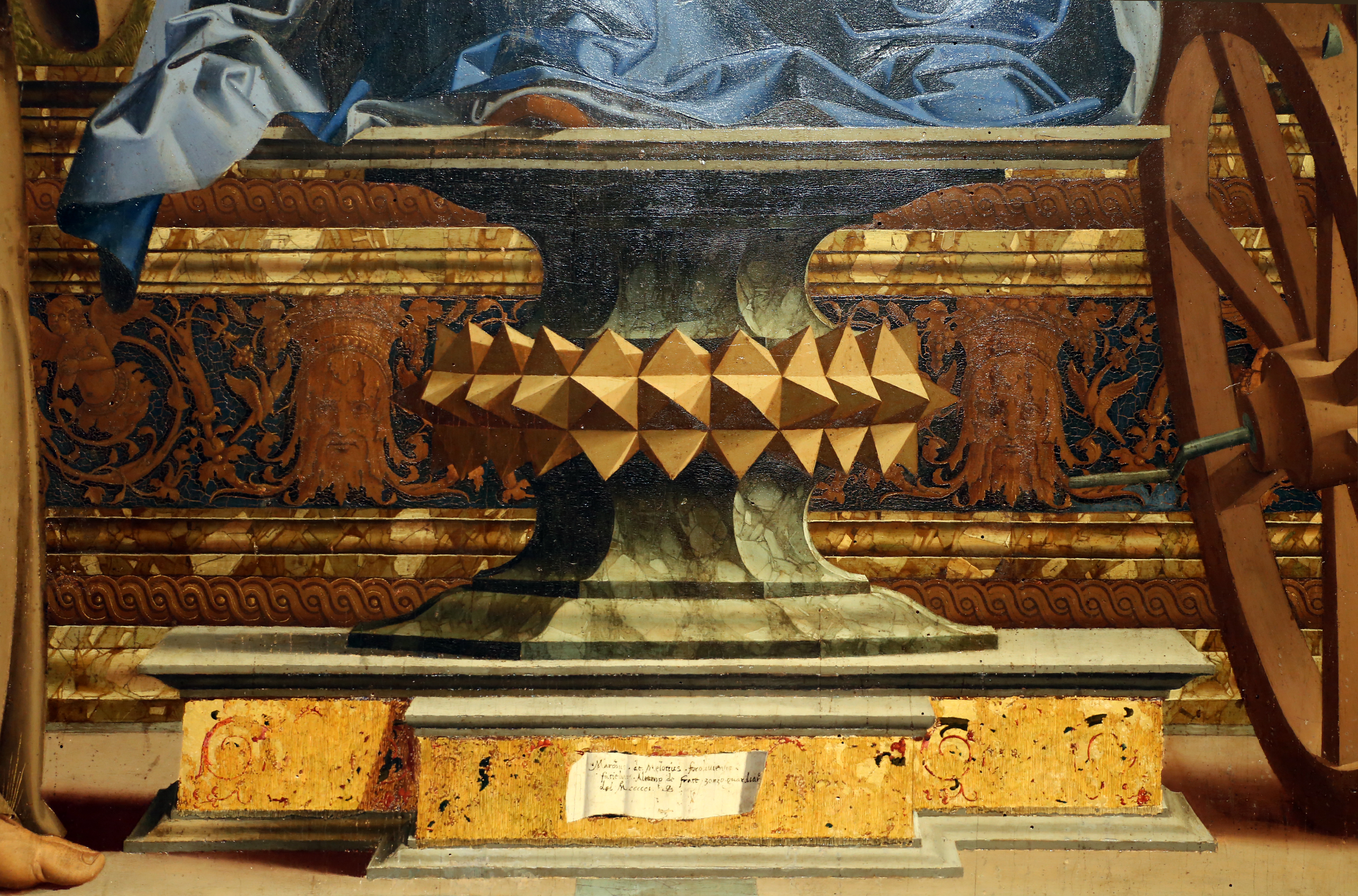
Marco Palmezzano, particolare dell'altare di Matelica, con figure solide in prospettiva

Raccolse la sua eredità, ormai alle soglie del XVI secolo, Marco Palmezzano, artista che guardò anche alle novità provenienti da Firenze (in particolare dagli allievi di Verrocchio), dal Veneto e dall'Umbria (Perugino, Pinturicchio). Fu autore di grandi pale spesso affollate di personaggi e ricche di dettagli preziosi, con il ricordo degli arditi artifici prospettici imparati dal suo maestro. Tuttavia, come molti grandi maestri attivi tra Quattro e Cinquecento, non scavalcò mai il confine della "Maniera Moderna": ignorò Leonardo, Raffaello e gli altri grandi innovatori della sua epoca, restando sempre fedele al disegno graficamente curato, all'atmosfera asciutta e alla colorazione convenzionale, tutti elementi tipici dell'appena trascorso XV secolo.
In quegli stessi anni lavorarono in città anche alcuni maestri minori, come Baldassarre Carrari e il cosiddetto Maestro dei Baldraccani.

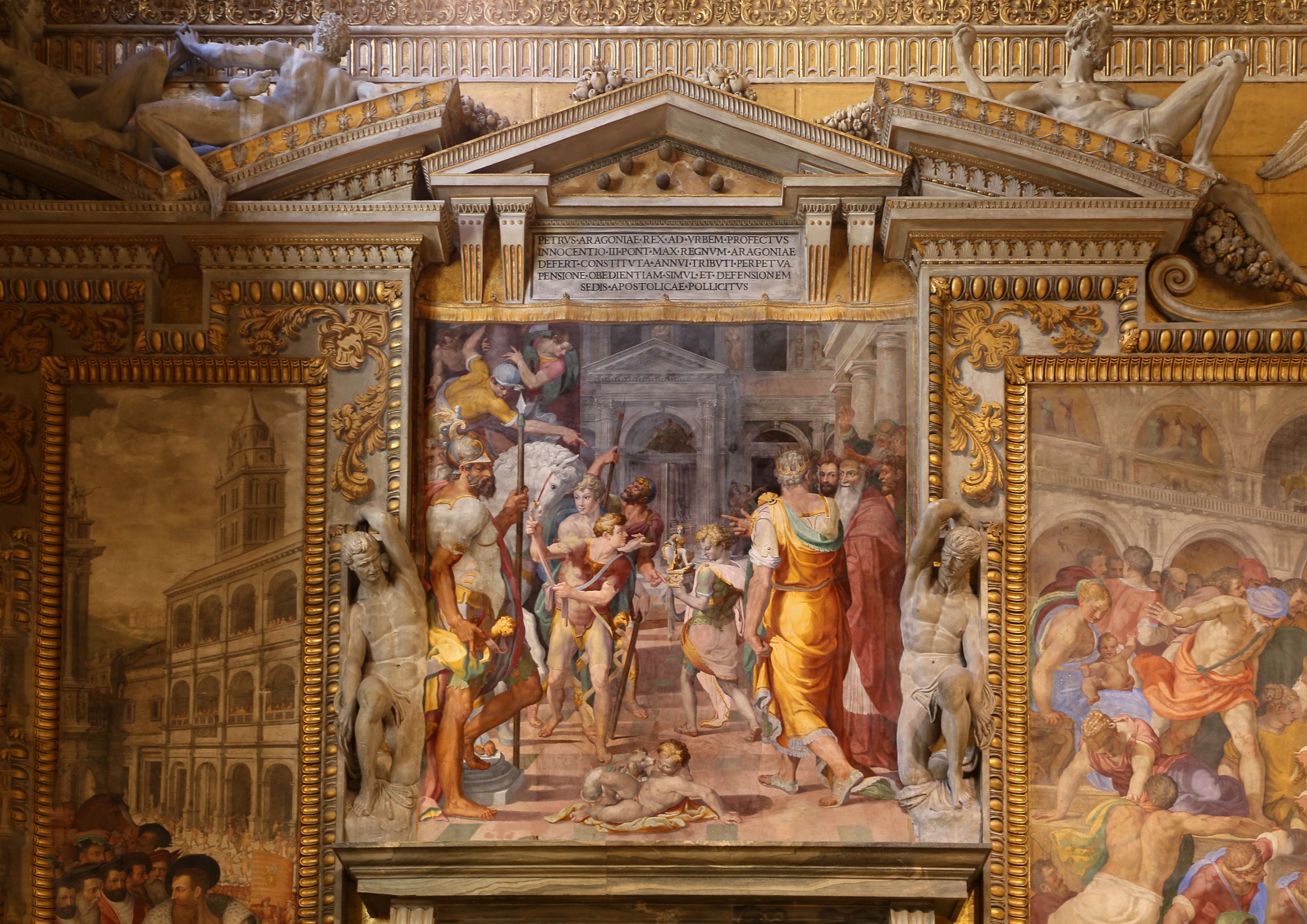
Livio Agresti, Pietro d'Aragona offre il regno a papa Innocenzo III, Sala Regia in Vaticano

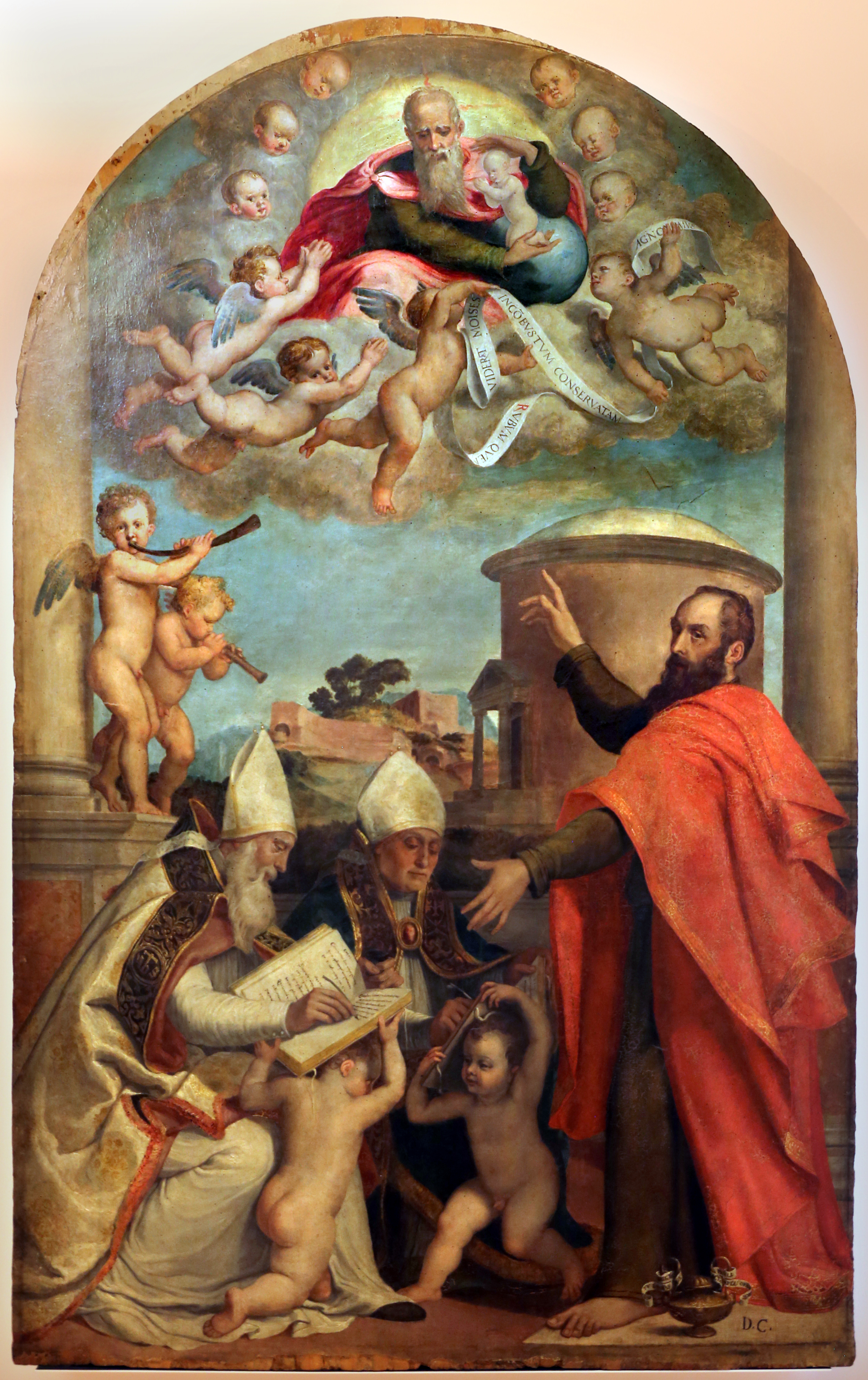
Francesco Menzocchi, San Paolo detta precetti a due vescovi

Della generazione seguente fecero parte Francesco Menzocchi e Livio Agresti, artisti ormai pienamente inserito nella corrente del manierismo di ispirazione tosco-romana. In quel periodo la scuola ricevette un forte impulso da due successivi vescovi di Forlì, Pier Giovanni Aleotti (1551-1563) e Antonio Giannotti (1563-1578), che con azioni incisive portarono la città a essere "citata come esempio di ortodossia e di zelo religioso". In particolare, negli anni sessanta del secolo, il patetismo nell'arte forlivese sembra sostanzialmente "in anticipo sui fatti romani degli anni settanta". Gian Francesco Modigliani, nella seconda metà del Cinquecento, fu un artista che apprese la lezione del Tintoretto con una pennellata sciolta e composizioni ardite.
Tra gli architetti del Rinascimento si ricorda Pace di Maso del Bombace.
Nei secoli successivi non vi fu continuità, incontrando nella scena artistica alti e bassi. Tra gli epigoni del XVIII secolo un certo interesse è legato alla figura di Antonio Belloni. Tuttavia non si può ignorare la presenza in città, per circa vent'anni, del bolognese Carlo Cignani, che vi lasciò il proprio capolavoro nella cupola dell'Assunta in Duomo.
Quanto al periodo tra XIX e XX secolo, "a Forlì si può parlare di una locale scuola che, dopo Antonello Moroni, vanta i nomi di Pietro Angelini, Giovanni Marchini e Carlo Stanghellini prima di giungere alla generosità creativa di Maceo Casadei e di suoi emuli come Gino Mandolesi e Gianna Nardi Spada". Negli anni venti del Novecento Forlì fu il centro del Cenacolo Artistico Forlivese.

### Argenteria
Non mancano anche celebri argentieri, come quel Giovanni Giardini, vissuto tra XVII e XVIII secolo, che fu argentiere pontificio a Roma. A lui si deve, ad esempio, un bel Reliquario di san Mercuriale (1719 - 1720).

### Ceramica
Dal Medioevo a Forlì esiste una tradizione di produzione di oggetti in ceramica e sculture in terracotta, con artisti come Leucadio Solombrini. Tale tradizione risulta ancora attiva negli anni venti del Novecento, con la Ca' de fug di Giulio Vio e con la Flamigli Ceramiche di Luigi Flamigni.

### Lavorazione del legno, intaglio, liuteria
Anche la lavorazione del legno, e in particolare l'intaglio, ebbe a Forlì una certa fioritura. Né vi mancarono i maestri liutai.

## Artisti

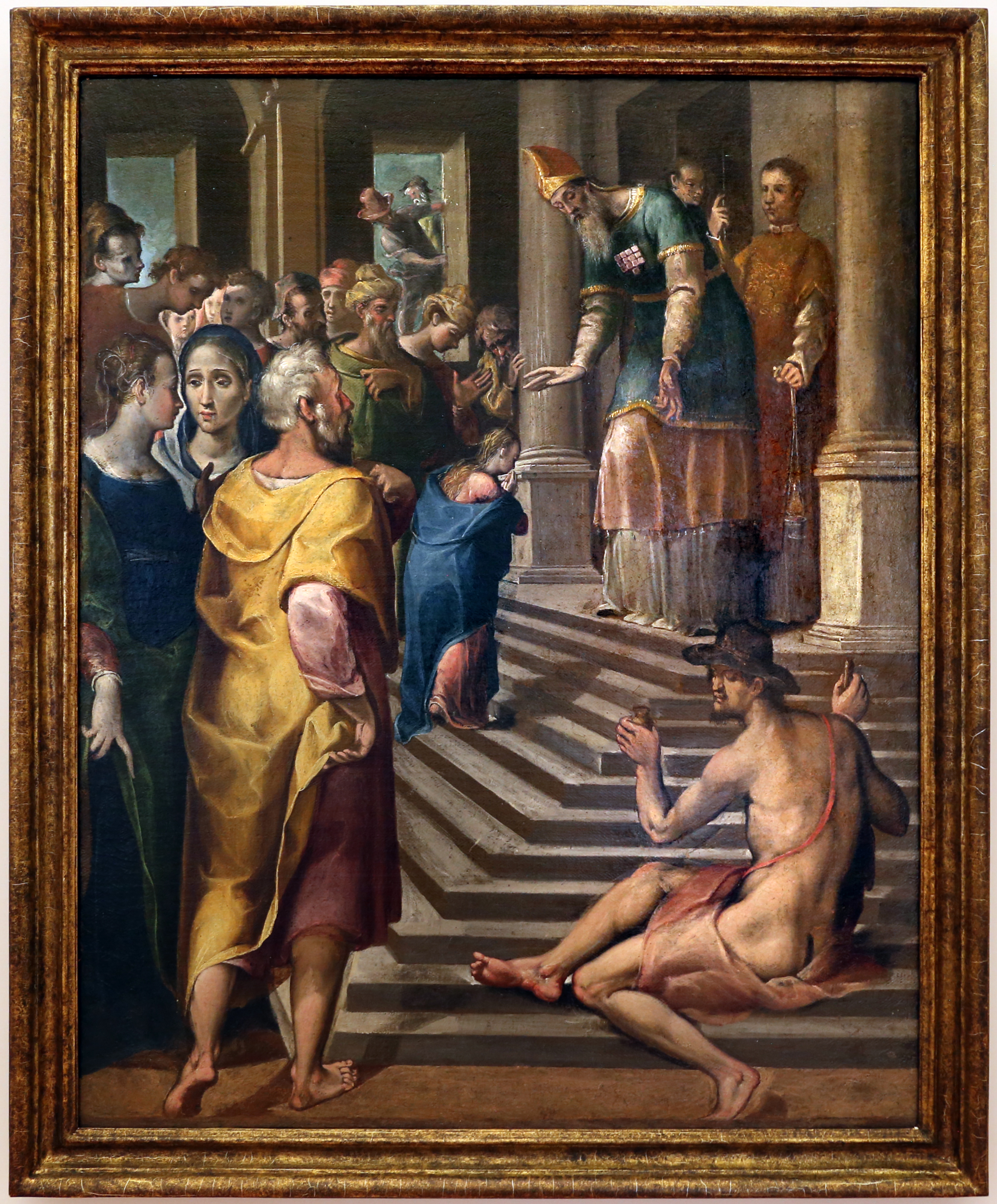
Gian Francesco Modigliani, Presentazione di Maria al tempio, Pinacoteca civica di Forlì

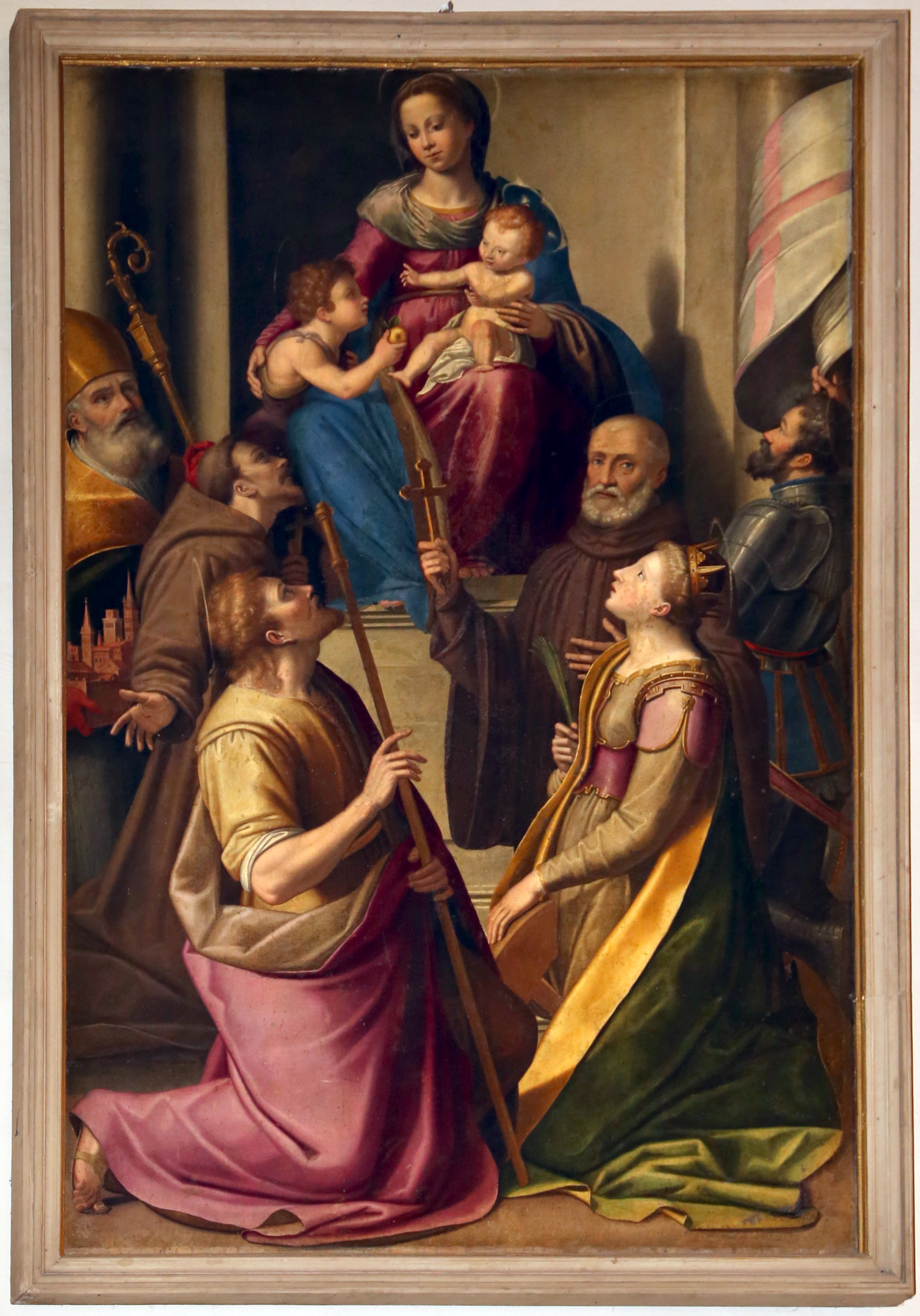
Michele Bertucci, Madonna col Bambino e sette santi, abbazia di San Mercuriale

Tra gli artisti riconducibili a questo ambito, si ricordano:
- Livio Agresti, pittore
- Ansuino da Forlì, pittore
- Augustinus, pittore
- Armando Barbieri, liutaio
- Licinio Barzanti, pittore
- Antonio Belloni
- Francesco Brunelli, intagliatore (secolo XVII)
- Baldassarre Carrari il Giovane, pittore
- Baldassarre Carrari il Vecchio, pittore
- Maceo Casadei
- Leone Cobelli
- Augusto Antonio Dirani
- Antonio Fanzaresi
- Giovanni Giardini, argentiere
- Giovanni di Mastro Pedrino
- Girolamo da Forlì, pittore
- Giuseppe Maria Galleppini
- Giustino di Gheradino da Forlì
- Guglielmo degli Organi
- Luigi Foscolo Lombardi
- Carlo Lucy
- Ludovico da Forlì, intagliatore (secolo XV)
- Maestro dei Baldraccani, pittore
- Maestro di Forlì, pittore
- Giuseppe Marchetti
- Melozzo da Forlì, pittore
- Francesco Menzocchi, pittore
- Pier Paolo Menzocchi, pittore
- Sebastiano Menzocchi, pittore
- Pietro Micheli
- Pietro Paolo Minoccio o Minocci, stuccatore, attivo verso la metà del Cinquecento
- Gian Francesco Modigliani
- Livio Modigliani, pittore
- Antonello Moroni
- Ettore Nadiani
- Giovanni Antonio Nessoli
- Pace di Maso del Bombace
- Pierino Giovanni dai Boccali, ceramista che lavorò prima a Forlì e poi si trasferì a Pesaro (fine del XIV secolo)
- Giuseppe Secondo Paganini, liutaio
- Luigi Paganini, liutaio
- Marco Palmezzano, pittore
- Filippo Pasquali
- Giovan Battista Rosetti, pittore
- Leucadio Solombrini
- Lodovico Vandi, pittore
- Giacomo Zampa, pittore